# Ерік Земмур
Ерік Джастін Леон Земмур (фр. Éric Justin Léon Zemmour; нар. 31 серпня 1958, Монтрей) — французький проросійський політичний журналіст, есеїст, письменник та оглядач. Лідер партії «Реконкіста», заснованої 5 грудня 2021 року. З 2019 до 2021 року був оглядачем у щоденному шоу «Face à l'Info» на каналі CNews. Здебільшого Земмура визначають як ультраправого, а він сам називає себе голлістом та бонапартистом. Безуспішно брав участь у президентських виборах 2022 року. 12 травня 2022 року оголосив про участь у парламентських виборах; висувався від 4 виборчого округу Вару. Вибув у першому турі.
Автор книг у жанрі політичної есеїстики, найвідоміші з яких: «Перша стать» (фр. Le Premier Sexe, 2006), «Французька меланхолія» (фр. Mélancolie française, 2010) та «Французьке самогубство» (фр. Le suicide français, 2014).

## Біографія
Народився 31 серпня 1958 року в Монтреї, північному передмісті Парижа, у сім'ї алжирських євреїв, які емігрували до Франції з Алжиру під час Алжирської війни у 1950-х роках. Себе називає французом берберського походження. Його батько, Роджер, був парамедиком, а мати Люсіт — домогосподаркою.
Виховувався на юдейських традиціях, добре володіє івритом, досить релігійний та регулярно відвідує синагогу. Після закінчення школи навчався в Інституті політичних досліджень, який закінчив 1985 року. Двічі намагався вступити до Національної школи адміністрації, однак не зміг.

## Кар'єра
Одразу після здобуття освіти 1985 року, Земмур працевлаштувався до газети Le Quotidien de Paris, де 1986 року обійняв посаду політичного оглядача. 1994 року видання закрилося, Земмур деякий час працював у Info-Matin, а 1996 року продовжив кар'єру політичного оглядача в Le Figaro. Утім, 2009 року з видання звільнився через «звинувачення в розпалюванні расової ворожнечі» (за іншими даними, причиною звільнення стала зависока заробітна плата Земмура при не надто хороших результатах), а з 2013 до 2021 року писав щотижневу колонку в Le Figaro Magazine. З 2003 до 2014 року був телеведучим програми Ça se dispute («Про це сперечаються») на телеканалі I-Télé, а з 2019 до 2021 року — оглядачем у Face à l'info («Обличчям до інформації») на тому ж каналі, перейменованому 2017 року на CNews.

## Участь у президентських виборах 2022
На початку 2021 року в пресі почала з'являтися інформація про можливу участь Земмура в президентських виборах 2021 року. Той свою участь не підтверджував, однак і не заперечував. У червні 2021 року видавництво Albin Michel, яке друкувало есе Земмура з 2012 року, заявило про розірвання контракту з огляду на «намір Земмура брати участь у президентських виборах і зробити його наступну книгу ключовим елементом своєї кандидатури», що не відповідає редакційній лінії видавництва.
1 вересня призупинив співпрацю з Le Figaro задля реклами його нової книги La France n'a pas dit son dernier mot (укр. Франція ще не сказала своє останнє слово).
9 вересня Вища аудіовізуальна рада Франції попросила телеканали рахувати час виступів Земмура, вважаючи його не журналістом, а політиком.
13 вересня CNews оголосив, що Земмур більше не буде оглядачем у «Face à l'info».
28 вересня видання Le Parisien повідомило, що Земмур має офіс площею 400 м2, розміщений на VIII окрузі Парижа та винайнятий асоціацією Les Amis d'Eric Zemmour.
30 листопада 2021 року Земмур оголосив про свою участь у президентських виборах 2022 року.
5 грудня 2021 року, на своєму першому передвиборчому мітингу, оголосив про створення партії «Реконкіста».
1 травня 2022 року набрав 620 підписів виборних посадових осіб, значно випередивши інших правих кандидатів (Ніколя Дюпон-Еньян здобув 532, Марін Ле Пен — 503, за необхідних 500).
Після початку російського вторгнення в Україну почав втрачати підтримку виборців через свою проросійську позицію, значна частина голосів перейшла до більш помірної Ле Пен.
Посів четверте місце в першому турі, здобувши 7,07 %.

### Опитування
У першому опитуванні, до якого внесли Земмура, в червні 2021 року, проведеному Французьким інститутом громадської думки, отримав 5,5 %.
У серпневому опитуванні Ipsos отримав 7 %.
14 вересня в опитуванні Harris Interactive отримав 10 %, 21 вересня — 11 %, 28 вересня — 13 %.
1 жовтня в опитуванні Ipsos / Sopra Steria та FranceInfo отримав 15 %, лише на відсоток відстаючи від ультраправої кандидатки від Національного об'єднання Марін Ле Пен, при цьому Емманюель Макрон, який на той момент ще не оголосив про свою участь, отримав 24 %. 6 жовтня 2021 року в опитуванні Harris Interactive для видання Challenges здобув 17 %, посівши друге місце після Макрона з 24 %, та вперше вийшов до другого туру виборів. При цьому рейтинг Ле Пен знизився до 15 %.
22 жовтня в опитуванні Harris Interactive для видання Le Monde отримав 16-16,5 %, Макрон — 24-28 %, а Ле Пен — 15-16 %. 27 жовтня 2021 року в опитуванні Harris Interactive для Challenges отримав 17-18 %, при тім, що Макрон одержав 23-25 %, а Ле Пен — 16 %.
7 листопада в опитуванні Ifop-Fiducial для Le Figaro та TV station LCI посів друге місце зі 17 %, усе ще лишаючись позаду Макрона з 25 %. Ле Пен отримала 16 %. 9 листопада в опитуванні
Harris Interactive здобув 18-19 %, Макрон одержав 23-24 %, усе ще посідаючи перше місце, а Ле Пен — 15-16 %.
Станом на 10 грудня Земмур в опитуваннях отримав від 10 до 12 % голосів, лишаючись позаду Еммануеля Макрона, Валері Пекресс, яка виграла праймериз від «Республіканців» 4 грудня 2021 року, та Марін Ле-Пен.
Відповідно до опитування Ifop/Fiducial для Paris Match-LCI-Sud Radio 15 лютого 2022 року Земмур посів третє місце з 15 %, залишившись позаду Макрона та Ле Пен із 25,5 % та 17,5 % відповідно, водночас випереджаючи Валері Пекресс із 14,5 %.
В опитуванні Elabe для BFMTV і L'Express Земмур посідає 4 місце із 11 %, залишившись позаду Макрона, Ле Пен і Жана-Люка Меланшона із 33,5 %, 15 % та 13 % голосів відповідно, випереджаючи Пекресс із 10,5 % голосів.
В опитуванні Elabe, проведеному 4-5 квітня, Макрон посів перше місце з 28 %, Ле Пен отримала 23 %, Меланшон — 15,5 %, а Земмур і Пекресс — по 9 і 8 % відповідно.

### Участь у парламентських виборах 2022
12 травня 2022 року оголосив про участь у парламентських виборах 2022 року; висувався від 4 виборчого округу Вару, де здобув один із кращих своїх результатів під час президентських виборів. Його партія здобула 4,24%, а він сам не зміг вийти до другого туру, здобувши 23,19% та посівши третє місце після кандидатки від «Вперед, республіко!» Серен Моборнь (28,51%) та кандидата від Національного об'єднання Філіпа Луатьє (24,74%).

## Судові переслідування

### Обвинувальні вироки

#### Звинувачення в розпалюванні расової ворожнечі (2010)
6 березня 2010 року в етері програми Тьєррі Ардіссона «Salut les terriens» на телеканалі Canal+ він заявив: «Чому їх перевіряють по 17 разів? Чому? Та тому що більшість наркоторговців — це темношкірі та араби, так і є, це доконаний факт». Увечері того ж дня в етері телеканалу France Ô заявив, що роботодавці «мають право» відмовляти арабам чи темношкірим у прийомі на роботу. Суд постановив, що ці слова можна розцінювати як провокацію до расової дискримінації, і «цим категоричним висловлюванням він прямо виправдовує перевірки, у тому числі свавільні й систематичні, щодо певних категорій населення». Суд оштрафував Земмура на 10 тис. євро.

#### Звинувачення в розпалюванні релігійної ворожнечі (2018)
6 вересня 2015 року в етері програми C à vous на телеканалі France 5 заявив, що мусульманам потрібно «залишити обирати між ісламом та Францією», а Франція «30 років переживає вторгнення», та сказав, що «у незліченних французьких передмістях, де багато дівчат покриті», ведуть «боротьбу за ісламізацію території». 3 травня 2018 року Апеляційний суд Парижа оштрафував Земмура на 3 тис. євро. У вересні 2019 року Касаційний суд відхилив апеляцію Земмура, повідомивши, що його коментарі, у яких йдеться про «всіх мусульман, які перебували у Франції, як загарбників, і вимагається від них відмовитися від своєї релігії або залишити територію Республіки», були спрямовані на мусульман загалом та «містили неявний заклик до дискримінації». Суд також зобов'язав виплатити символічне 1 євро асоціації CAPJPO EuroPalestine, котра ініціювала позов, та 3 тисячі євро судового збору. У жовтні 2019 року подав позов до ЄСПЛ на підставі статті 10 Конвенції про захист прав і основоположних свобод (право на свободу вираження поглядів).

#### Звинувачення в розпалюванні расової ворожнечі (2022)
17 січня 2022 року суд Парижу визнав винним Земмура в розпалюванні расової ворожнечі під час телепрограми на телеканалі CNews у вересні 2020 року, коли про дітей-мігрантів він заявив, що «неповнолітнім без супроводу нема чого робити» у Франції. Земмур назвав їх «злодіями, вбивцями та ґвалтівниками», та заявив, що їх треба вислати назад. За ці висловлювання його засудили до штрафу в 10 тис. євро.

### Виправдувальні вироки

#### Образа і провокація до ненависті (2019)
25 вересня 2020 року Паризький суд засудив Земмура до штрафу у 10 тис. євро за коментарі, висловлені 28 вересня 2019 року на відкритті так званого «з'їзду правих», організованого родичами Маріон Марешаль. Суд дійшов висновку, що «виділяючи серед громадян Франції групу мусульман, протиставляючи їх „корінним французам“ і вказуючи на них як на винуватців терактів 2015 року та як колишніх колонізованих, що стали колонізаторами», Земмур фактично закликав до дискримінації та ненависті щодо мусульманської громади та їхньої релігії. Також його зобов'язали виплатити 1 євро відшкодування збитків та 1500 євро судових витрат 8 громадським об'єднанням. У вересні 2021 року Апеляційний суд Парижа виправдав Земмура. Генпрокуратура звернулась із касаційною заявою до Касаційного суду.

## Позиції

### Політичні
Позиціонує себе як «голло-бонапартиста: велич Франції, сила держави та повага до французької культурної традиції». Здебільшого його визначають як ультраправого та звинувачують у антифемінізмі, асиміляціонізмі, суверенізмі, антилібералізмі, радикальній критиці ісламу та кліматичному скептицизмі.

### Щодо НАТО
Вважає, що НАТО потрібно було розпустити 1990 року, коли не стало ні СРСР, ні Варшавського блоку, позаяк, на його думку, воно «стало машиною для обслуговування країн, які є союзниками США, а по факту тільки їм зобов'язані і повинні підкорятися, а то й терпіти таке поводження, як у цій австралійській історії». Вважає, що НАТО «існує тільки для того, щоб легітимізувати, по-перше, американську індустрію, і два — поневолення європейських країн», та що Франції варто залишатися в НАТО задля того, аби ветувати членство України в НАТО.

### Щодо України
У лютому 2015 року заявив, що «Україна мертва, але про це заборонено казати. Франція, Німеччина і Росія зібралися довкола цієї труни, але вдають, що плутають її з колискою… Її тіло ще смикається, але це ненадовго». Також сказав, що ситуація нагадує йому поділи Польщі наприкінці XVIII сторіччя, «з тією різницею, що в України немає давньої славетної історії своєї сусідки» й наче України ніколи не було як держави, а її території постійно входили до складу інших країн. Київ він назвав місцем народження її (України) могутнього сусіда. Також Земмур відстоює недопущення України до членства в НАТО.
Він висловлював підтримку президенту Росії Володимиру Путіну і критикував західні санкції проти Росії.

### Щодо Росії
Вважає, що варто «простягнути руку Росії», та закликає скасовувати «несправедливі та контрпродуктивні» антиросійські санкції, запроваджені Заходом, зокрема після окупації Криму. Він переконаний, що Франція повинна «мати привілейований союз із Росією». Заявив, що «нерозумно демонізувати Росію, оскільки справжній ворог — це Китай». 2016 року в Le Figaro про Путіна зокрема висловився так: «Путін — це не наш противник, це наше сумління… Він — єдиний європеєць, який каже „ні“ Америці, як колись де Голль. Він — єдиний демократично обраний лідер, що бере на себе вертикаль влади, тоді як всі інші схиляються до егалітаризму горизонтального суспільства». А 2018 року у виданні RTL заявив, що «Путін — сам по собі немов машина часу. Немов повернення царя. Немов тінь Сталіна. Коли він заволодів Кримом — це мов Катерина II, що повернула свою власність. Коли він запускає свої літаки у небо Сирії, він застосовує принципи, яких у XIX сторіччі дотримувалися усі держави: війна — нормальний метод політики, легітимний спосіб захищати інтереси великої держави». У травні 2021 року на CNews заявив, що «англосаксонські країни завжди намагалися виставити агресором тих, на кого вони нападають, і ось вони знову роблять це з Росією Путіна». У червні 2021 року на дебатах із Бернаром-Анрі Леві заявив, що за президентства Бориса Єльцина Росію «продали з аукціону мафіозним олігархам та американцям», «Єльцин був маріонеткою американців», а «Путін відновив авторитет держави».

## Звинувачення в домаганнях
29 квітня 2021 року депутатка муніципальної ради регіону Екс-ан-Прованс Гаель Ланфан звинуватила Земмура в домаганнях, розповіши, що той поцілував її проти волі. За її словами, це трапилось 2004 чи 2006 року під час літньої школи Соціалістичної партії у Ла-Рошелі. 30 квітня подібні заяви зробили ще п'ять жінок, а 30 травня — ще двоє.

## Приватне життя
Одружений із Мілен Чичпортич (н. 1959), юристкою за фахом, із якою познайомився 1982 року. У пари троє дітей: Тібо (н. 1998), Гюго (н. 1997) та Кларісс (н. 2004).

## Публікації

### Нехудожня література
- 1995: Balladur, immobile à grands pas, Grasset. ISBN 978-2-246-48971-9
- 1998: Le Livre noir de la droite, Grasset et Fasquelle. ISBN 978-2-246-56251-1
- 1998: Le Coup d'État des juges, Grasset et Fasquelle. ISBN 978-2-246-52551-6
- 1998: Une certaine idée de la France, collectif, France-Empire. ISBN 978-2-7048-0872-4
- 2000: Les Rats de garde, у співавторстві з Патріком Пуавром д'Арвором[en], Stock. ISBN 978-2-234-05217-8
- 2002: L'Homme qui ne s'aimait pas, Balland. ISBN 978-2-7158-1408-0
- 2006: Le premier sexe, Denoël. ISBN 978-2-207-25744-9. Перевидано J'ai lu, 2009
- 2010: Mélancolie française, Fayard /Denoël. ISBN 978-2-213-65450-8. Перевидано Le Livre de Poche, 2011.
- 2011: Z comme Zemmour, Le Cherche midi. ISBN 978-2-7491-1865-9
- 2012: Le Bûcher des vaniteux, Albin Michel. ISBN 9782226240248
- 2013: Le Bûcher des vaniteux 2, Albin Michel. ISBN 9782226245410
- 2014: Le Suicide français, Albin Michel. ISBN 9782226254757
- 2016: Un quinquennat pour rien, Albin Michel. ISBN 9782226320087
- 2018: Destin français, Albin Michel. ISBN 9782226320070
- 2021: La France n'a pas dit son dernier mot, Rubempré. ISBN 9782957930500

### Романи
- 1999: Le Dandy rouge. ISBN 978-2-259-19058-9
- 2004: L'Autre, Denoël. ISBN 978-2-207-25496-7
- 2008: Petit Frère, Denoël. ISBN 978-2-207-25668-8. Перевидано J'ai lu, 2009

## Нотатки
1. ↑  Йдеться про зрив контракту на продаж французьких військових субмарин до Австралії, пов'язане з новим союзом між США, Великою Британією та Австралією.